# جین اسمیت
یوجین اوون "جین" اسمیت (به انگلیسی: Eugene Owen "Gene" Smith) (زادهٔ ۹ مه ۱۹۲۹ در منهتن – درگذشتهٔ ۲۵ ژوئیه ۲۰۱۲ در پوگکیپسی، نیویورک) زندگی‌نامه‌نویس آمریکایی بود.

## زندگی
یوجین اوون اسمیت در ۹ مهٔ ۱۹۲۹ در منهتن به دنیا آمد. سارا و جولیوس اسمیت والدین وی بودند. پدرش وکیل بود. جین پس از این‌که در رشتهٔ تاریخ از دانشگاه ویسکانسین-مدیسن دانش‌آموخته شد با اصرار پدرش برای مدت شش ماه به مدرسهٔ حقوق رفت.
پس از رها کردن درس، به عضویت ارتش آمریکا درآمد و در اوایل دههٔ ۱۹۵۰ در آلمان خدمت کرد. پس از بازگشت به نیویورک، به عنوان کارمند در نیوزویک مشغول به کار شد و در سال ۱۹۵۶ به عنوان خبرنگار نیوآرک استار لجر مشغول به کار شد. یک سال بعد به نیویورک پست پیوست و در سال ۱۹۶۰ این کار را نیز رها کرد تا به نوشتن اولین کتابش «زندگی و مرگ سرژ رابینشناین» (۱۹۶۲) مشغول شود که در مورد قتل حل‌نشدهٔ سال ۱۹۵۵ میلیونر بی‌پروای وال استریت بود.
در نهایت او ۲۵ ژوئیهٔ ۲۰۱۲ در ۸۳ سالگی درگذشت.
دختر وی، جسیکا اسمیت، دربارهٔ مرگ پدرش گفت پدرم مبتلا به بیماری سرطان استخوان بود و در نهایت این سرطان بود که بر پدرم چیره شد.

## فعالیت ادبی
جین اسمیت که زندگی رؤسای جمهور، نخست‌وزیران و جینرال‌های ارتش را در مجموعه‌ای از زندگی‌نامه‌ها ثبت کرده بود.
اسمیت در طول فعالیت خود در ادبیات کشورش توانست ۱۹ کتاب منتشر کند که از معروف‌ترین این کتاب‌ها می‌توان به «رؤیای خردشده: هربرت هوور و رکورد بزرگ» اشاره کرد که در سال ۱۹۷۰ نوشته شد. وی در این کتاب به نوشتن دربارهٔ هوور می‌پردازد و او را به عنوان یک رئیس‌جمهور دلسوز و راستگو ترسیم می‌کند که به دام قدرت افتاده‌است.
کتاب دیگر او که پرفروش شد کتاب «وقتی تسلی‌بخشی متوقف می‌شود: سال‌های آخر وودرو ویلسون» است. او در این کتاب وقایع منجر به مرگ الن آکسون ویلسون همسر نخست رئیس‌جمهور کشورش ویلسون را در سال ۱۹۱۴ تصویر کرده‌است. این کتاب ۱۵ هفته در فهرست پرفروش‌های مجلهٔ تایمز قرار داشت.
از دیگر کتاب‌های او می‌توان به «جنایت و خلاف بزرگ: استیضاح و محاکمهٔ اندرو جانسون» اشاره کرد که سال ۱۹۷۷ نوشته شد، همچنین کتاب «لی و گرانت: یک بیوگرافی دوگانه» که سال ۱۹۸۴ نوشته شد و کتاب «تا آخرین صدای شیپور: زندگی نظامی جان جی. پرشینگ» که در سال ۱۹۹۸ نوشته شد نیز از کتاب‌های اوست که کتاب اخیر دربارهٔ فرماندهٔ اعزامی ارتش آمریکا در جنگ جهانی اول است.
اسمیت آخرین کتاب خود را با نام «رزمندگان سوار: از اسکندر بزرگ و کرامول تا استوارت، شریدان و کاستر» در سال ۲۰۰۹ به چاپ رسانید که موضوع آن در رابطه با سواره نظام است.

## پی‌نوشت
1. ↑  Hevesi, “Gene Smith Dies...”, NYTimes.
2. ↑  Hevesi, “Gene Smith Dies...”, NYTimes.
3. ↑  «جین اسمیت درگذشت»،  ایبنا.
4. ↑  «جین اسمیت درگذشت»،  ایبنا.
5. ↑  «جین اسمیت درگذشت»،  ایبنا.
6. ↑  «جین اسمیت درگذشت»،  ایبنا.
7. ↑  «جین اسمیت درگذشت»،  ایبنا.
8. ↑  «جین اسمیت درگذشت»،  ایبنا.
9. ↑  «جین اسمیت درگذشت»،  ایبنا.